# Беккер, Кайл
Кайл Эдвард Беккер (англ. Kyle Edward Bekker; род. 2 сентября 1990, Оквилл, Канада) — канадский футболист, полузащитник клуба «Фордж». Выступал за сборную Канады.

## Клубная карьера
В 2009—2012 годах Беккер учился в Бостонском колледже, где выступал за студенческую команду в NCAA.
6 января 2013 года Беккер подписал контракт с MLS. 17 января на Супердрафте MLS 2013 Беккер был выбран под общим третьим номером клубом «Торонто». Его профессиональный дебют состоялся 2 марта в матче стартового тура сезона 2013 против другого канадского клуба «Ванкувер Уайткэпс».
21 января 2015 года Кайл был обменян в американский «Даллас» на распределительные средства. 14 марта в матче против «Спортинга Канзас-Сити» он дебютировал за свою новую команду, заменив в конце второго тайма Фабиана Кастильо.
16 июля того же года «Даллас» обменял Беккера в «Монреаль Импакт» на Бакари Сумаре. 16 сентября в поединке против «Сан-Хосе Эртквейкс» он дебютировал за «Импакт» и забил свой первый гол в MLS. По окончании сезона 2016 Беккер покинул «Монреаль Импакт».
В феврале 2017 года Беккер был подписан новообразованным клубом NASL «Сан-Франциско Делтас». 25 марта 2017 года в дебютном матче команды, игре против «Инди Илевен», он вышел в стартовом составе и на 31-й минуте забил гол, ставший первым в истории клуба. За этот матч Беккер был признан игроком недели в NASL. При его участии клуб одержал победу в лиге, одолев в финале сезона 12 ноября «Нью-Йорк Космос» со счётом 2:0. Однако, несколько дней спустя после чемпионского матча клуб «Сан-Франциско Делтас» был расформирован.
6 февраля 2018 года на правах свободного агента Беккер подписал контракт с клубом USL «Норт Каролина». В своём новом клубе он дебютировал 17 марта в матче первого тура сезона 2018 против «Тампа-Бэй Раудис», выйдя в стартовом составе. 28 апреля в матче против «Пенна» он забил свой первый гол за «Норт Каролину».
В ноябре 2018 года Беккер присоединился к клубу «Фордж» из новообразованной Канадской премьер-лиги. В апреле 2019 года он был назначен первым капитаном в истории клуба. 27 апреля 2019 года он участвовал в инаугуральном матче лиги, в котором «Фордж» сыграл вничью 1:1 с «Йорк 9». «Фордж» при участии Беккера стал первым чемпионом Канадской премьер-лиги, в финале сезона 2019 оказавшись сильнее «Кавалри». По итогам сезона 2020 Беккер был назван игроком года в Канадской премьер-лиге. 26 января 2021 года Беккер перезаключил контракт с «Форджем». 29 июня 2022 года он стал первым игроком в истории Канадской премьер-лиги, сыгравшим 100 матчей. 7 марта 2023 года Беккер подписал новый контракт с «Форджем». В июле 2023 года Беккер отдал три голевые передачи и создал 14 голевых моментов в четырёх матчах, за что был назван игроком месяца в Канадской премьер-лиге.

## Международная карьера
25 января 2013 года в товарищеском матче против сборной Дании Кайл дебютировал за сборную Канады.
В 2013 году Беккер попал в заявку национальной команды на участие в Золотом кубка КОНКАКАФ. На турнире он сыграл в матчах против сборных Мексики и Панамы.
В 2015 году Кайл попал в заявку сборной на участие в Золотом кубка КОНКАКАФ. На турнире он сыграл в матче против Сальвадора.

## Достижения
Командные
 «Сан-Франциско Делтас»
- Чемпион NASL: 2017

 «Фордж»
- Чемпион Канадской премьер-лиги: 2019, 2020, 2022, 2023

Личные
- Игрок года в Канадской премьер-лиге: 2020
- Игрок месяца в Канадской премьер-лиге: июль 2023